# Вайс, Карел
Карел Вайс (чеш. Karel Weis, Weiss; 13 февраля 1862, Прага, Австрийская империя — 4 апреля 1944, Прага, Протекторат Богемии и Моравии) — чехословацкий и чешский композитор, фольклорист, собиратель народных песен.
Творил под псевдонимом — Селестин Ножичка.

## Биография
Чешского происхождения. В 11-летнем возрасте поступил в школа органистов (ныне Пражская консерватория, которую окончил в 1881 году. Был учеником Зденека Фибиха. Изучал игру на валторне и скрипке. Благодаря поддержке своего педагога, в 1881 году получил место органиста в пражском костёле Святого Стефана и хормейстера в главной синагоге в Праги.
Между 1882 и 1883 годами — преподаватель Моравского музыкального общества в Кромержиже (Моравия). Затем, вернулся в Прагу, работал скрипачом в оркестре Национального театра в Праге. В 1886—1887 годах — дирижёр Национального театра в Брно, один сезон работал также в Баутцене.
Обратил на себя внимание серией музыкальных сочинений, благодаря чему получил стипендию от австрийского государства. Был одним из немногих чешских композиторов, сочинявших как для чешской, так и для австрийской и немецкой публики (Вена, Берлин).
В 1934 году был избран действительным членом Чешская академия императора Франца Иосифа наук, словесности и искусств.
Автор, в основном, опер, классической музыки и оперетт. Написал кантату «Триумфатор» (1888). Сочинял музыку для балета и кинофильмов. Автор единственной симфонии до минор.
Результатом его почти пятидесятилетней деятельности по сбору народных песен стало с 1928 года издание монументального собрания чешских народных песен «Český jih» и «Šumava v lidové písni» в 15 томах.

## Избранные музыкальные сочинения
Оперы
- Blíženci (1891)
- Polský žid (1901)
- Útok na mlýn (1911)
- Lešetínský kovář (1920)
- Bojarská svatba (1943)

Оперетты
- Vesničtí muzikanti (1904)
- Revizor (1907)
- Sultánova nevěsta (1910)
- Big Ben (1912)
- Expresní vlak do Nizzy (1913)
- Lilli Lora (1918)

Похоронен на кладбище Малвазинки в Праге.